# Geogarypus nepalensis
Geogarypus nepalensis es una especie de arácnido del orden Pseudoscorpionida de la familia Geogarypidae.

## Distribución geográfica
Se encuentra en Nepal.